# Noob Saibot
 (avril 2018).
Si vous disposez d'ouvrages ou d'articles de référence ou si vous connaissez des sites web de qualité traitant du thème abordé ici, merci de compléter l'article en donnant les références utiles à sa vérifiabilité et en les liant à la section « Notes et références ».
Noob Saibot est un personnage fictif de jeu vidéo de la série des jeux de combat Mortal Kombat. Il est également le premier Sub-Zero et apparaît pour la première fois dans Mortal Kombat II.
Le nom Noob Saibot est un clin d'œil des développeurs; lu à l'envers, il donne Tobias Boon, en référence aux deux créateurs de la série des Mortal Kombat John Tobias et Ed Boon.

## Histoire
Il appartient à un groupe appelé La Confrérie de l'Ombre et combat en faveur d'un ancien dieu déchu. Sa mission est de surveiller le déroulement du combat entre les deux royaumes et de relater le tout à son mystérieux chef. Lorsque Shao Kahn envahit la terre, Noob reçoit de son dieu l'ordre de s'allier aux troupes de l'Empereur des Ténèbres et d'entrer dans ses bonnes grâces pour ensuite le trahir et s'allier aux guerriers terrestres. Avec la défaite de Shao Kahn et la renaissance des deux royaumes, celui de la Terre et celui d'Edenia, le mystérieux chef franchit ainsi les portails pour pouvoir dominer les royaumes terrestres. En effet, ce n'était autre que Shinnok, l'ancien Dieu tombé en disgrâce et que Noob Saibot avait continué à servir après sa défaite, bien que ce soit lui-même qui l'avait enfermé dans le Royaume Nether dans Mortal Kombat Mythologies: Sub-Zero.
Ensuite, Noob Saibot se réfugie au château de Shao Kahn où il rencontre le cyber ninja Smoke et le reprogramme pour se servir de lui dans ses plans. La première chose qui vient à l'esprit de Noob est de créer une armée de démons cyborg en exploitant la nanotechnologie de Smoke. Sub-Zero a rencontré plusieurs fois cet énigmatique personnage du second tournoi, et une vérité bouleversante sera révélée dans Mortal Kombat: Mystification : Noob Saibot n'est autre que le « vrai » Sub-Zero, l'ancien Sub-Zero qui avait participé au premier tournoi, le tournoi Shaolin, et avait été tué par Scorpion. Son âme est en outre descendue dans le Netherrealm, libre de toute émotion, et elle s'est réincarnée en Noob Saibot, le guerrier-ombre. Dans Armageddon, il rejoindra les forces de l'ombre avant de mourir avec les autres.
Dans Mortal Kombat 9, il est le premier Sub-Zero mais se fait tuer par Scorpion lors du premier tournoi, malgré les efforts de Raiden pour l'en empêcher. Il revient en tant que Noob lors du deuxième tournoi et combat plusieurs personnages jusqu’à ce qu'il affronte Cyber Sub-Zero, son petit frère. Sub-Zero essaie en vain de le raisonner, mais les deux frères engagent le combat, que Noob perd. Finalement, Nightwolf parvient à l'envoyer dans un SoulNado créé par Quan Chi et le détruit, ainsi que ce SoulNado.